# 피들헤드

피들헤드(Fiddleheads) 또는 피들헤드 그린(Fiddlehead greens)은 야채로 사용하기 위해 수확된 어린 양치류의 잎을 말린 것이다. 이 용어는 한국어로 선수장식(船首裝飾), 청나래고사리 등으로 번역된다.
식물에 남겨두면 각 피들헤드는 새로운 잎으로 펼쳐진다(환형 버네이션). 피들헤드는 잎이 열리고 최대 높이에 도달하기 전 시즌 초반에 수확된다.
고사리의 피들헤드에는 고사리 독성 및 티아민과 관련된 화합물이 포함되어 있다.
피들헤드는 피들과 같은 현악기 끝에 있는 구부러진 장식(scroll)과 유사하다. 목동의 지팡이에서 유래된 주교가 사용하는 구부러진 지팡이의 이름을 따서 크로지어(crozier)라고도 불린다.

## 같이 보기
- 백이와 숙제: 오랫동안 광야에서 유배 생활을 하다가 피들헤드를 먹으며 살아남은 것으로 알려진 두 명의 중국 왕자